# Staffelde (Stendal)
Staffelde is een voormalige gemeente in de Duitse deelstaat Saksen-Anhalt, en maakt deel uit van de Landkreis Stendal.
Staffelde ligt circa 6 km ten oosten van de stad Stendal, waarvan het sedert 1998 een Ortschaft is.  Deze Ortschaft bestaat uit de Ortsteile Staffelde en Arnim. Ultimo 2023 hadden deze dorpen respectievelijk 158 en 136 inwoners. Arnim ligt, omgeven door bossen, 2½ km ten noorden van het dorp Staffelde. De rivier de Elbe stroomt van zuid naar noord ongeveer 3 km ten oosten van Staffelde langs.
Rondom Arnim bevinden zich enkele grindgroeven. Ten noorden van Arnim, in de richting van Wischer, gemeente Hassel, is naast zo'n grindgroeve een meertje ontstaan, dat als recreatieplas met enige strandfaciliteiten fungeert. 

## Geschiedenis
In de omgeving van Staffelde bevinden zich in een berkenbosje 34, nog niet archeologisch onderzochte, maar zeker prehistorische grafheuvels.
Het dorp Arnim is verbonden met het in 1204 voor het eerst vermelde adellijke geslacht Von Arnim, waarvan enige leden graaf van Arneburg waren en die resideerden in een (niet meer bestaand) kasteel in Arneburg, 9 km ten noordoosten van Arnim, aan de Elbe.
In Staffelde werd  in 1962 de roeister Carola Hornig  geboren, die in 1988 voor de DDR olympisch goud behaalde.
Op 1 januari 1998 is de toenmalige zelfstandige gemeente geannexeerd door de stad Stendal.

## Afbeeldingen

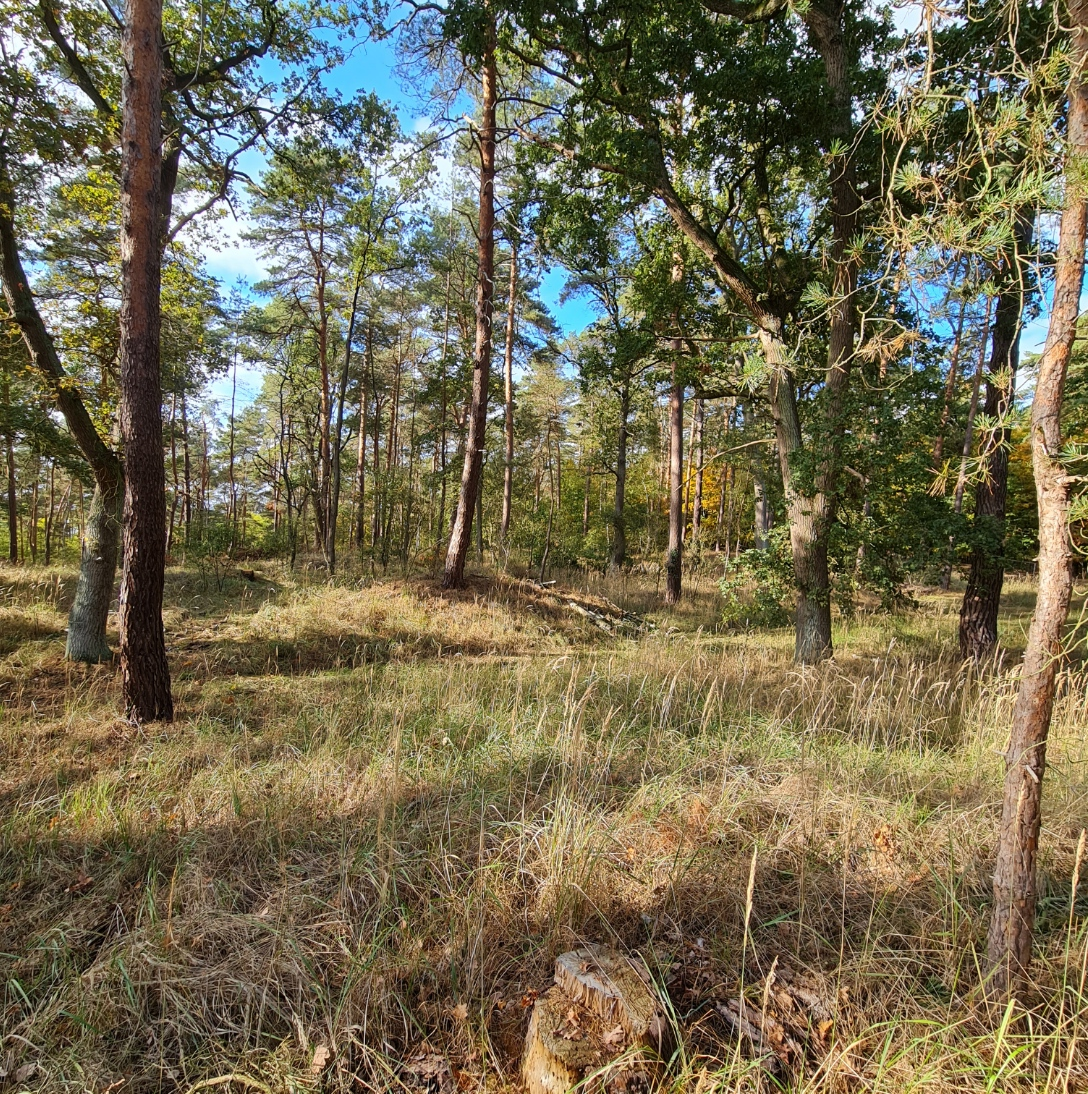
Grafheuvels bij Staffelde
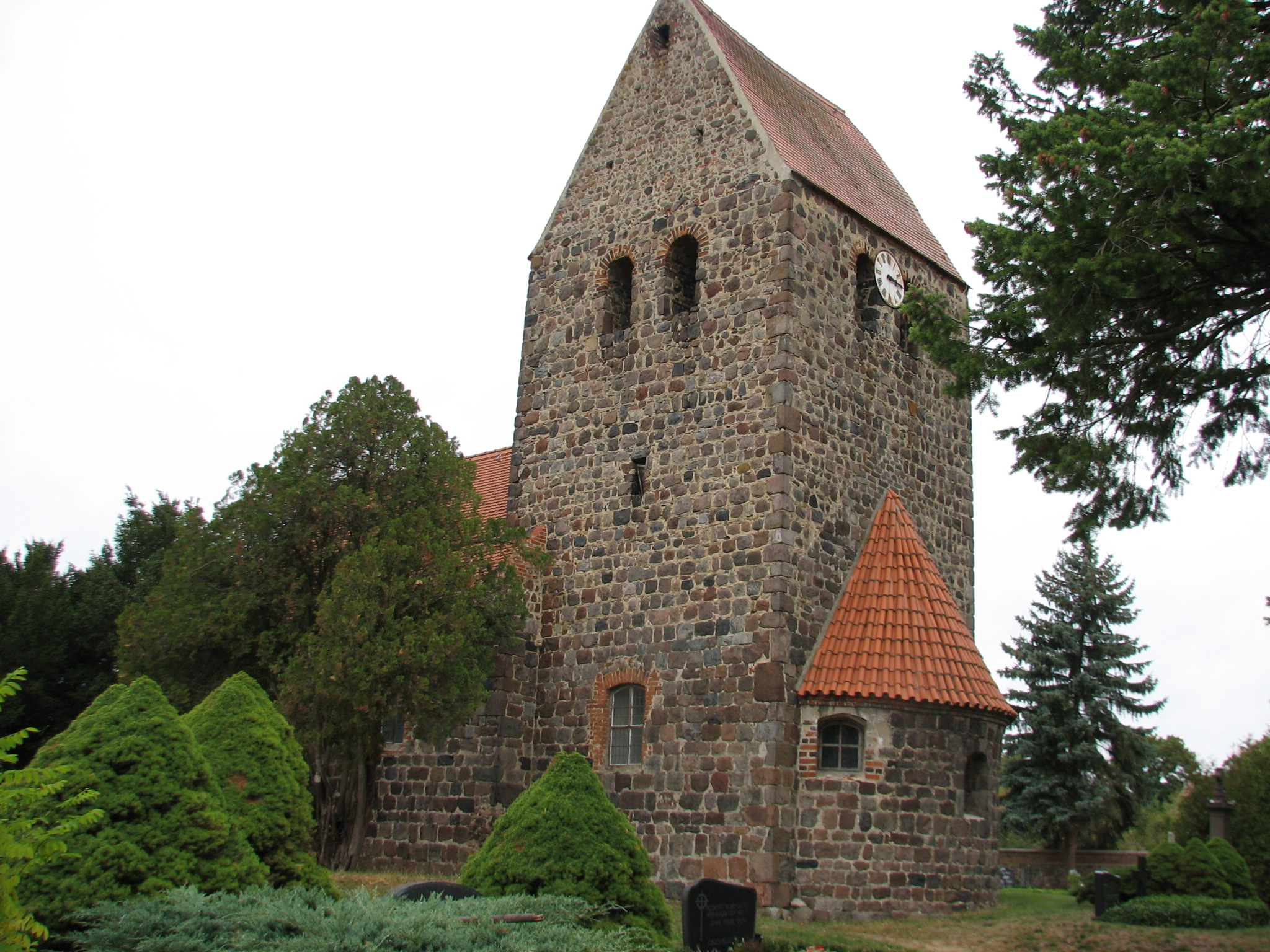
Dorpskerk te Staffelde (ca. 1179)
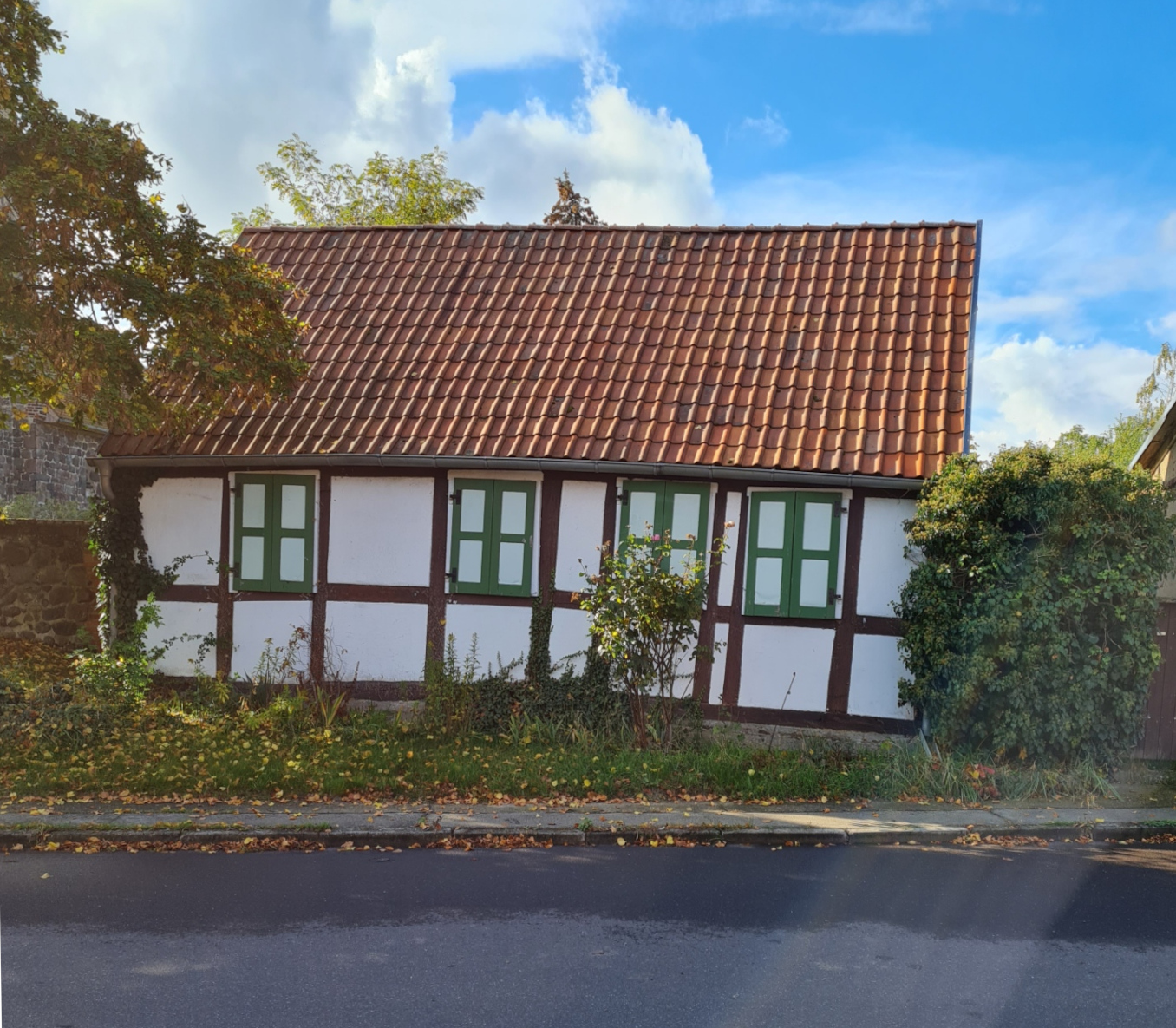
Eén van de schilderachtige, oude vakwerkboerderijtjes in Staffelde
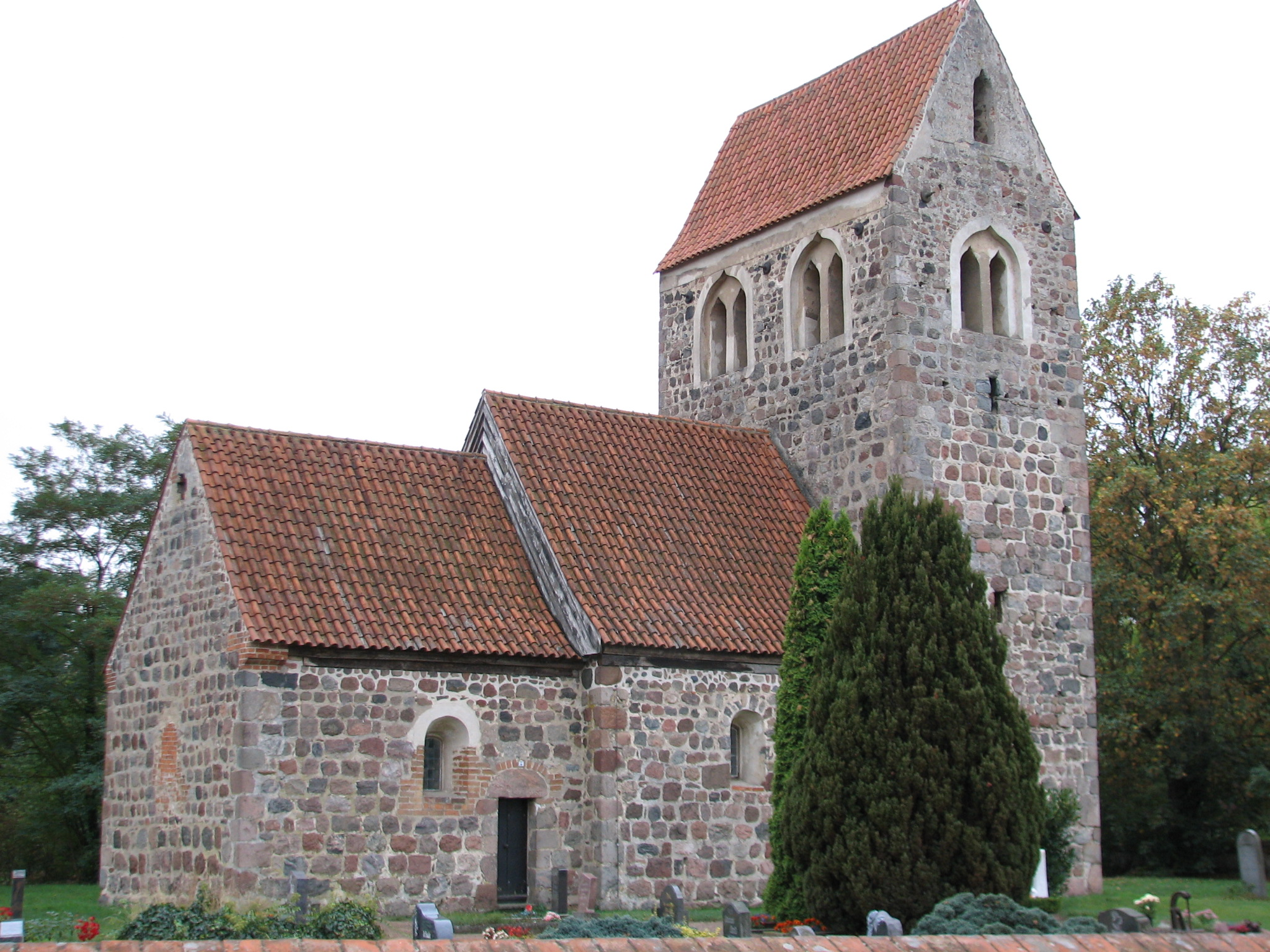
Dorpskerk te Arnim (eind 12e eeuw)